# Клочков, Дмитрий Петрович
Дмитрий Петрович Клочков — советский государственный и политический деятель.

## Биография
Родился в 1930 году в Башкирской АССР. Член ВКП(б) с года.
С 1952 года — на общественной и политической работе. В 1952—1971 гг. — в Монгольской Народной Республике, секретарь парткома на Лебяжинском руднике и в Высокогорском рудоуправлении, управляющий шахтопроходческим управлением, 1-й секретарь Ленинского района КПСС, 2-й, 1-й секретарь Нижнетагильского горкома КПСС.
Избирался депутатом Верховного Совета РСФСР 8-го созыва.
Умер в 1971 году во время командировки в Москву.